# Vilém König
Vilém König, v dobovém tisku většinou zmiňován jako Vilda König, (18. září 1903 Žižkov – 5. března 1973) byl český fotbalista, záložník, československý reprezentant.

## Sportovní kariéra
V československé reprezentaci odehrál roku 1926 jedno utkání(přátelský zápas se Švédskem). Pětkrát startoval za amatérskou reprezentaci (1 gól). V lize hrál za Viktorii Žižkov (1925–1929), Slavii Praha (1930–1931) a SK Libeň (1932–1933). S Viktorií Žižkov získal roku 1928 titul mistra. V lize odehrál 48 utkání. Pětkrát startoval ve Středoevropském poháru.